# Aspire Zone
L’Aspire Zone (en arabe : مدينة اسباير), également connue sous le nom de Doha Sports City (en arabe : المدينة الرياضية), est un complexe sportif de 250 ha situé dans le district Al Waab de Doha. Elle a été créée en 2003, peu avant l'ouverture de l'Aspire Academy. Elle a servi de centre pour les Jeux asiatiques de 2006.
Les équipements sportifs comprennent :
- le Khalifa International Stadium, un stade de football de 50 000 places ;
- le Hamad Aquatic Center, une piscine olympique ;
- l'Aspire Dome, qui est le plus grand stade couvert au monde et comprend 13 terrains de sport[4], dessiné par l'architecte français Roger Taillibert.

C'est également l'endroit où se trouve la plus haute tour de Doha, l'Aspire Tower.